# والدسی اورکیزا
والدسی د اورکیزا ای سیلوا جونیور (پرتغالی: Valdecy de Urquiza e Silva Junior، زادهٔ ۱۹۸۱) یک افسر پلیس برزیلی و عضو پلیس فدرال برزیل است که از ۷ نوامبر ۲۰۲۴ به عنوان دبیرکل اینترپل خدمت می‌کند. او در ۵ نوامبر ۲۰۲۴ توسط مجمع عمومی اینترپل به عنوان دبیرکل و جانشین یورگن استاک انتخاب شد. اورکیزا اولین فرد غیراروپایی/آمریکایی است که از زمان تأسیس اینترپل در سال ۱۹۲۳ به عنوان رئیس آن منصوب شده است.

## زندگی‌نامه
اورکیزا در سائو لوئیس، در ایالت مارانهائو متولد شد و فارغ‌التحصیل رشته حقوق از دانشگاه فورتالزا، و دارای مدرک ام‌بی‌ای در مدیریت پایداری استراتژیک از دانشگاه کاتولیک پاپی سائو پائولو و مدیریت دولتی از آی‌بی‌ام‌ای‌سی. علاوه بر این، اورکیزا از برنامه رهبری آکادمی ملی اف‌بی‌آی فارغ‌التحصیل شد. او در سال ۲۰۰۴ از طریق آزمون عمومی به پلیس فدرال برزیل پیوست.

## اینترپل
از سال ۲۰۱۵ تا ۲۰۱۸، اورکیزا به عنوان رئیس دفتر ملی اینترپل در برزیل خدمت کرد و در این مدت نماینده این کشور در نهادهای مختلف پلیس منطقه‌ای، از جمله یوروپل و آمریپول بود. در سال ۲۰۲۱، اورکیزا توسط کمیته اجرایی اینترپل به عنوان معاون رئیس قاره آمریکا انتخاب شد.